# Izba Pamięci Poli Negri w Lipnie
Izba Pamięci Poli Negri w Lipnie – izba muzealna położona w Lipnie, poświęcona osobie Poli Negri – urodzonej w tym mieście aktorki, gwiazdy kina niemego. Placówka mieści się w budynku Miejskiego Centrum Kultury, a prowadzi ją Lipnowskie Towarzystwo Kulturalne im. Poli Negri. 

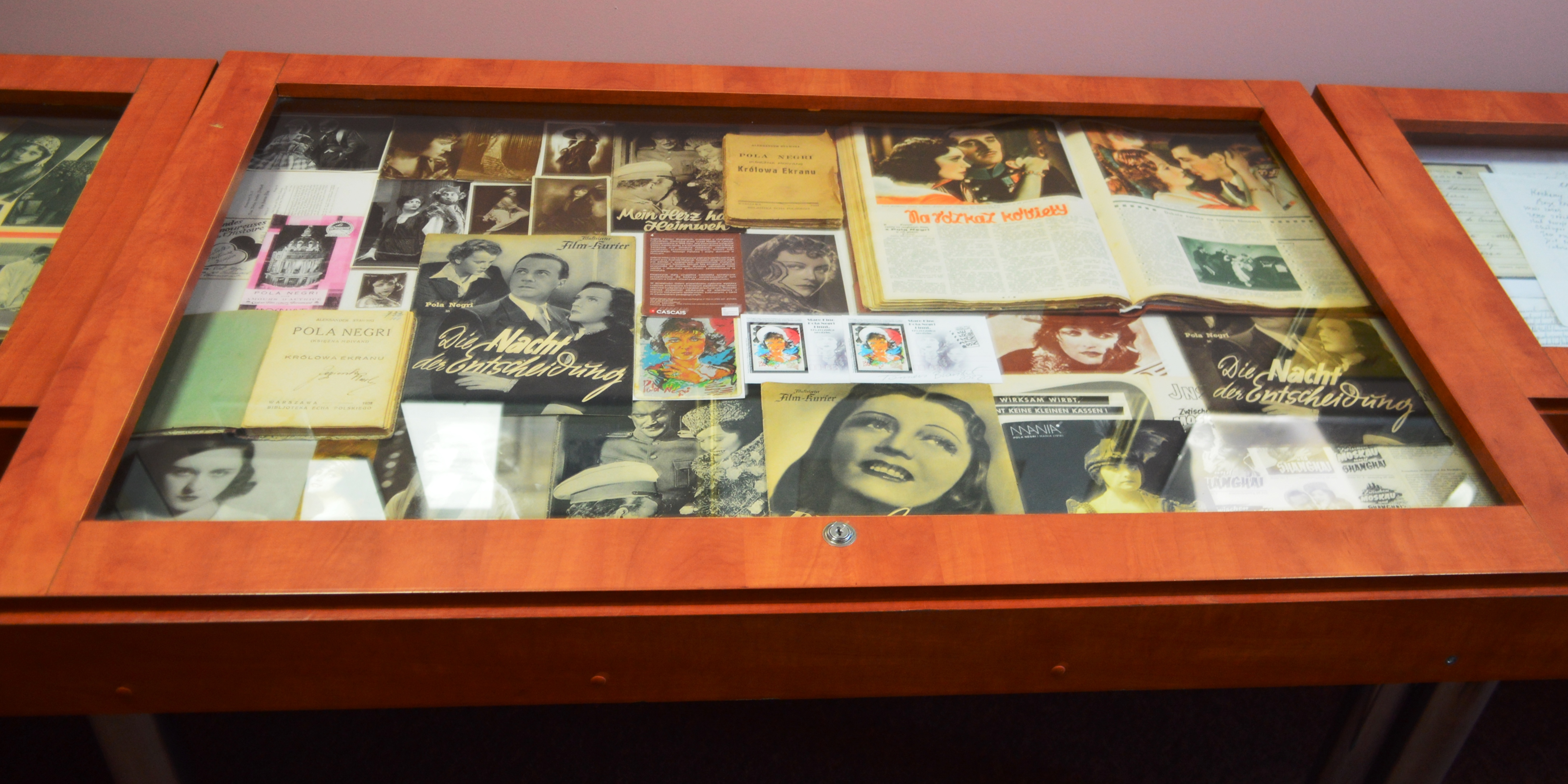
Gablota ze zdjęciami Poli Negri

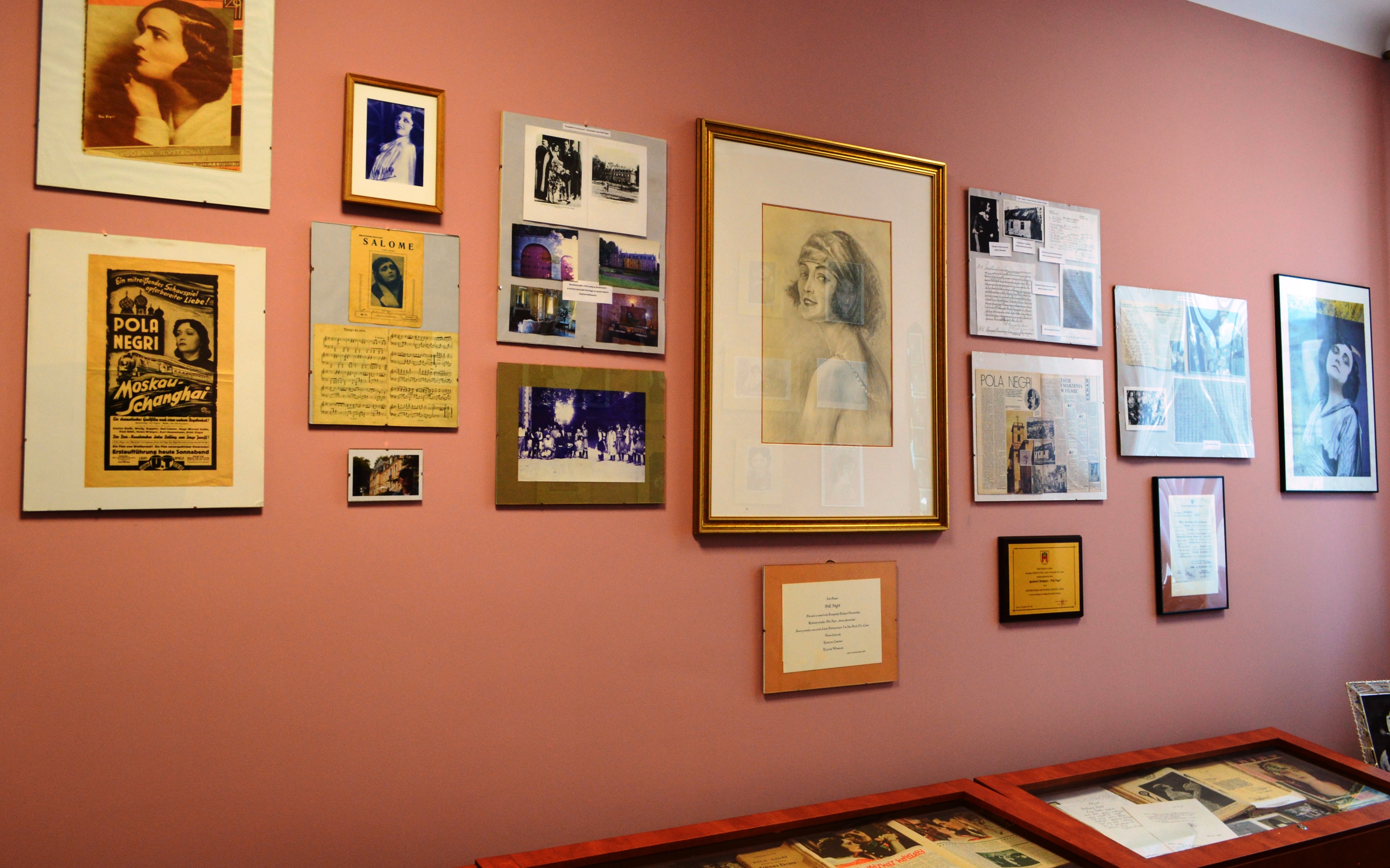

Muzeum powstało w 2005 roku z inicjatywy miejscowej nauczycielki Doroty Łańcuckiej. Część eksponatów przekazał Alojzy Bukolt – przedwojenny bydgoski filmoznawca, wielbiciel talentu aktorki.

W swych zbiorach posiada liczne zdjęcia aktorki oraz publikacje na temat jej oraz filmów w których występowała (m.in. egzemplarze przedwojennego tygodnika „Kino”. Zwiedzaniu wystawy towarzyszy odtwarzanie romansów, wykonywanych przez artystkę. W placówce można również obejrzeć ocalały fragment amatorskiego filmu przedstawiającego Polę Negri i Charliego Chaplina.
Muzeum jest obiektem całorocznym, czynnym od poniedziałku do piątku.